# Балка Барбасова
Балка Барбасова, Барбасівська — балка (річка) в Україні у Кальміуському районі Донецької області. Ліва притока річки Кальміусу (басейн Азовського моря).

## Опис
Довжина балки приблизно 3,99 км, найкоротша відстань між витоком і гирлом — 3,50  км, коефіцієнт звивистості річки — 1,14 . Формується декількома загатами.

## Розташування
Бере початок у селі Григорівка. Тече переважно на південний захід і на північній стороні від села Миколаївки впадає у річку Кальміус.

## Цікаві факти
- Від витоку балки на південно-східній стороні на відстані приблизно 3,59 км у селі Шевченко пролягає автошлях Т 0519[4] (автомобільний шлях територіального значення у Донецькій області. Пролягає територією Донецького, Кальміуського та Маріупольського районів через Амвросіївку — Бойківське — Маріуполь. Загальна довжина — 121,6 км.).
- У XX столітті на балці існували водокачка та декілька газових свердловин[5].